# Crime au cimetière étrusque
Pour plus de détails, voir Fiche technique et Distribution.
Crime au cimetière étrusque (Assassinio al cimitero etrusco) est un giallo franco-italien réalisé par Sergio Martino, sorti en 1982.

## Synopsis
Mariée à un archéologue qui étudie les tombes étrusques en Italie, Joan se met à faire des cauchemars dans lesquels elle assiste à des sacrifices humains. Un jour, elle a la vision de la mort de son mari. Ce dernier, après avoir découvert un tombeau étrusque dans une grotte inexplorée, est sauvagement assassiné. Entraînée par une voix qu'elle est la seule à entendre, Joan décide de démasquer le tueur elle-même. Mais, autour d'elle, les morts s'enchaînent, tous tués selon les rites sacrificiels des Étrusques. Pour retrouver l'assassin, Joan doit plonger dans le monde des trafics de drogue et des pillages de tombes. 

## Fiche technique
- Titre original : Assassinio al cimitero etrusco
- Titre français : Crime au cimetière étrusque ou Crime au cimetière des Étrusques ou  Le Mystère des Étrusques[1]
- Réalisation : Sergio Martino (sous le nom de « Christian Plummer »)
- Scénario : Ernesto Gastaldi et Dardano Sacchetti
- Montage : Daniele Alabiso et Eugenio Alabiso
- Musique : Fabio Frizzi
- Photographie : Giancarlo Ferrando
- Production : Luciano Martino
- Société de production : Dania Film S.r.l., Medusa Distribuzione S.r.l., Imp.Ex.Ci.Sa  et Les Films Jacques Leitienne
- Société de distribution : Medusa Distribuzione S.r.l.
- Pays de production :  Italie,  France
- Langue originale : italien
- Format : couleur
- Genre : giallo
- Durée : 98 minutes
- Dates de sortie : 
  - Italie : 17 septembre 1982
  - France : 24 août 1983

## Distribution
- Elvire Audray : Joan Barnard
- Paolo Malco : Mike Grant
- Claudio Cassinelli : Paolo Dameli
- Marilù Tolo : comtesse Maria Volumna
- John Saxon : Arthur Barnard
- Van Johnson : Mulligan, le père de Joan
- Wandisa Guida : Heather Hull
- Gianfranco Barra : le commissaire
- Franco Garofalo : Gianni Andrucci
- Maurizio Mattioli : Masaccio
- Carlo Monni : Senaldi
- Anita Sagnotti Laurenzi : professeur Sorensen
- Jacques Stany : Nick Forte
- Nazareno Cardinali
- Angela Doria
- Antonino Maimone
- Luigi Rossi
- Mario Cecchi

## Production
Le film a été conçu à l'origine comme un feuilleton télévisé en huit épisodes intitulée Il mistero degli Etruschi ou Lo scorpione a due code. On trouve dans les archives du SIAE deux scénarios originaux signés par Ernesto Gastaldi et Dardano Sacchetti en 1982,. Le producteur français Jacques Leitienne figure également au générique en tant que scénariste, mais ce serait uniquement pour des raisons de droits,.
Le tournage a duré quatre mois à Volterra, Cerveteri, Formello, New York et aux studios R.P.A. Elios à Rome,. Bien que destiné à la télévision, le film a été tourné en 16 mm et monté pour le cinéma.